# José Juan Macías
José Juan Macías Guzmán (ur. 22 września 1999 w Guadalajarze) – meksykański piłkarz występujący na pozycji napastnika, reprezentant Meksyku.